# 济阳区
济阳区在中国山东省西北部、南临黄河，徒骇河流贯北境，是济南市所辖的一个区。區人民政府駐濟北街道開元大街129號。
濟陽區歷史悠久，境內有西周貴族墓羣、玉皇冢等20處古文化遺址及孔子聞韶台遺址，黑陶工藝和鼓子秧歌久負盛名。

## 历史沿革
- 虞舜至夏朝时为部落酋长季则氏之地
- 商初为逢伯陵方国之地；商末为古国蒲姑之地。
- 西周初，吕尚封于齐国，灭蒲姑，县境遂为齐国地。
- 春秋战国时期县境为齐国的犁邑、著邑、崔邑等地。
- 秦代時，县境西鄙为漯阴县地，其余为著县地。两县先属齐郡，后属济北郡。
- 西汉置朝阳县、营县，县境西鄙仍为漯阴县地，中部为著县地，东部为朝阳县、菅县地。漯阴县属平原郡，其余3县属济南郡。
- 东汉时，县境仍为以上4县地，4县均隶属济南国。
- 西晋时撤销菅县，县境为漯阴、著、朝阳3县地，属济南郡。
- 隋初，置朝阳县，公元596年改朝阳县为临济县，改侨高唐县为章丘县，济阳县境时为临邑、临济、章丘三县地，属齐郡。
- 1001年，临济县并入章丘县，济阳县境遂为临邑、章丘两县地，属山东东路齐州1116年齐州升格为济南府后，临邑、章丘两县属济南府。
- 1129年，南宋济南府知府刘豫降金，济南府遂为金国地。
- 1129年11月20日，割章丘、临邑二县各一部境域置一新县，因县境地处济水之北，故命名为济阳县。济阳县时属济南府。
- 金天会七年置县，因在济水之阳，故名济阳。
- 元代，济阳县属中书省济南路。
- 明、清两代属山东省济南府。
- 1913年废府置道，济阳县属山东省岱北道，次年改岱北道为济南道。
- 1927年后，济阳县直属山东省。
- 1943年7月，中共冀鲁边行政区将济阳县并入齐济县。
- 1944年1月，撤销齐济县，恢复济阳县，济阳县属渤海行政区二专区。
- 1949年7月25日，撤销二专区，建立泺北专区，济阳县属泺北专区。
- 中華人民共和國建立后，自1950年5月9日起属德州专区。
- 1956年2月24日，济阳县，改属惠民专区。
- 1958年12月29日，济阳县并入临邑县，属聊城专区。
- 1960年秋，济阳县改属淄博专区。
- 1961年10月5日，恢复济阳县建制，属德州专区（1978年7月1日德州专区改称德州地区）。
- 1990年1月1日，划归济南市，为市管县。
- 2018年6月19日，中國国务院以国函（2018）86号文件批复撤销济阳县，设立济南市济阳区[2]。

## 行政区划
济阳区下辖8个街道办事处、2个镇：
济阳街道、济北街道、崔寨街道、孙耿街道、回河街道、太平街道、垛石街道、曲堤街道、仁风镇和新市镇。

## 人口
根據第七次全国人口普查显示，济阳区常住人口为401826人。2020年，户籍总户数17.45万户，户籍人口59.72万人，男性30.03万人，女性29.69万人。

## 交通
- 220国道过境。

区中心距济南市市区约45公里，交通极为便利。距济南遥墙国际机场8公里，通过济南北三环高速公路、黄河三桥和齐鲁黄河大桥与济南市相连。104、220国道和248、249省道路经该区。